# Вечный сентябрь
Ве́чный сентя́брь (англ. Eternal September, также англ. September that never ended «сентябрь, который никогда не закончился») — это сленговое выражение, возникшее в сети Usenet, придуманное Дейвом Фишером для периода, начавшегося в сентябре 1993 года. Выражение представляет собой мнение о том, что нескончаемый наплыв новых пользователей, начиная с указанной даты, непрерывно понижает стандарты обсуждений и поведения в Usenet, а в более широком смысле — и во всём интернете.

## История возникновения
Usenet возникла в 1980 году в университетской среде, где каждый сентябрь огромное число новых студентов университетов из северного полушария получали доступ к Usenet, и требовалось некоторое время для усвоения ими сетевых правил поведения и сетевого этикета. Приблизительно месяц спустя, теоретически, эти новые пользователи должны были научиться вести себя в соответствии с общепринятыми соглашениями. Таким образом, сентябрь всегда предвещал в сети пиковый наплыв новичков, нарушающих правила.
В 1993 году America Online (AOL) начала предлагать доступ к Usenet своим десяткам тысяч, а позднее — миллионам пользователей. Слишком большое число пользователей AOL тех лет было намного менее подготовлено к изучению нетикета по сравнению со студентами-первокурсниками. Это случилось отчасти потому, что AOL не предприняли ничего для того, чтобы обучить своих пользователей обычаям Usenet или объяснить им, что предоставленные форумы не были простой услугой, оказываемой AOL. В то время как ежегодный наплыв сентябрьских первокурсников не был критически большим, огромное число новых пользователей теперь угрожало исчерпать возможности Usenet по привитию своих социальных норм новичкам.
Начиная с этого момента, резкое увеличение популярности Интернета привлекло постоянный приток новых пользователей. Таким образом, с точки зрения пользователей Usenet, пришедших до 1993 года, систематический «сентябрьский» наплыв новых пользователей никогда не заканчивается. Понятие было впервые использовано Дейвом Фишером 26 января 1994 года в сообщении в alt.folklore.computers:
Сейчас уже неважно. Сентябрь 1993 войдёт в net.history как сентябрь, который никогда не закончится.
Некоторые провайдеры прекратили доступ к новостным группам, используемым для передачи файлов, а другие закрыли доступ в Usenet вообще. 9 февраля 2005 года AOL прекратил предоставление доступа к Usenet своим пользователям, о чём было объявлено 25 января 2005 года. 16 сентября 2008 года Comcast прекратил предоставление услуги новостных групп, предоставляемой всем пользователям высокоскоростного доступа. Это позволило некоторым участникам заявить о том, что, возможно, сентябрь в конце концов закончился.